# Hypoplectrodes cardinalis
Hypoplectrodes cardinalis is een straalvinnige vissensoort uit de familie van zaag- of zeebaarzen (Serranidae). De wetenschappelijke naam van de soort werd voor het eerst geldig gepubliceerd in 1990 door Allen & Randall.